# فیلیپسبپورگ
شهر فیلیپسبپورگ (به آلمانی: Philippsburg) در ایالت بادن-وورتمبرگ در کشور آلمان واقع شده‌است.